# ニッケパークタウン
ニッケパークタウン（NIKKE PARKTOWN）は、兵庫県加古川市加古川町にある複合型ショッピングセンター。
「ニッケ」こと日本毛織が運営に参画しているショッピングセンターの一つ。

## 概要

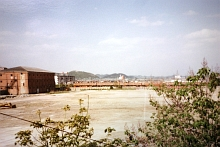
更地にされた加古川事業所
（1982年頃）

元々この地に加古川事業所を有していた日本毛織は、繊維部門の事業縮小に伴い事業所を閉鎖。
1976年（昭和51年）3月の閉鎖決定後、この跡地を遊休地として活用しようと、1978年（昭和53年）2月に加古川商工会議所が中心となって加古川駅前再開発案がまとめられた中で計画が立案された。
翌1979年（昭和54年）2月には、工場跡の東半分である41,542m2を開発する計画案が加古川商工会議所に提示された。地元の商店街との調整などにより計画が先延ばしにされていたものの、1982年（昭和57年）4月には大筋で合意が成立。その後大規模小売店舗法に基づく手続き、10ヶ月の工事期間を経て、1984年（昭和59年）2月8日にダイエーを核店舗とした64の専門店とスポーツ施設などを擁して開業した。
しかし1990年代から周辺地域に多数の商業施設が乱立し、県内有数の激戦区となった結果、集客力が徐々に低下。対抗策として、残っていた西側の区画にも拡大し、1997年（平成9年）にディックホームセンター（現在のダイキ→DCM）や大型ボウリング場『ニッケパークボウル』が営業を開始。本館西側の一帯は「リバーサイドゾーン」と名付けられた。
2002年（平成14年）12月末には、核店舗のダイエーが経営再建のために閉店し、新たな核店舗の誘致を迫られた。
日本毛織は、この時点でまだ計画段階だった施設全体の改装計画の前倒しを発表。
翌2003年（平成15年）3月には本館の2階にエディオンが、同5月30日には1階にコープこうべ、ザ・ダイソー、アルカドラッグなどが入居した。
2004年（平成16年）11月にも店舗全体が改装・増築され、本館の専門店街（71店舗）に『ニッケレポス』という名称が付けられた。
2016年（平成28年）6月26日で本館が改装の為一時休業（一部店舗は閉店）。リバーサイドゾーンなど一部店舗は営業継続。
2016年（平成28年）9月11日でリバーサイドゾーンのホームセンターダイキが閉店。
2016年（平成28年）10月21日、店舗全体が改装・増築オープン。
2017年（平成29年）9月、リバーサイド館・れんが館が、それぞれミーツテラス・6番倉庫として改装オープン。

## 主な店舗

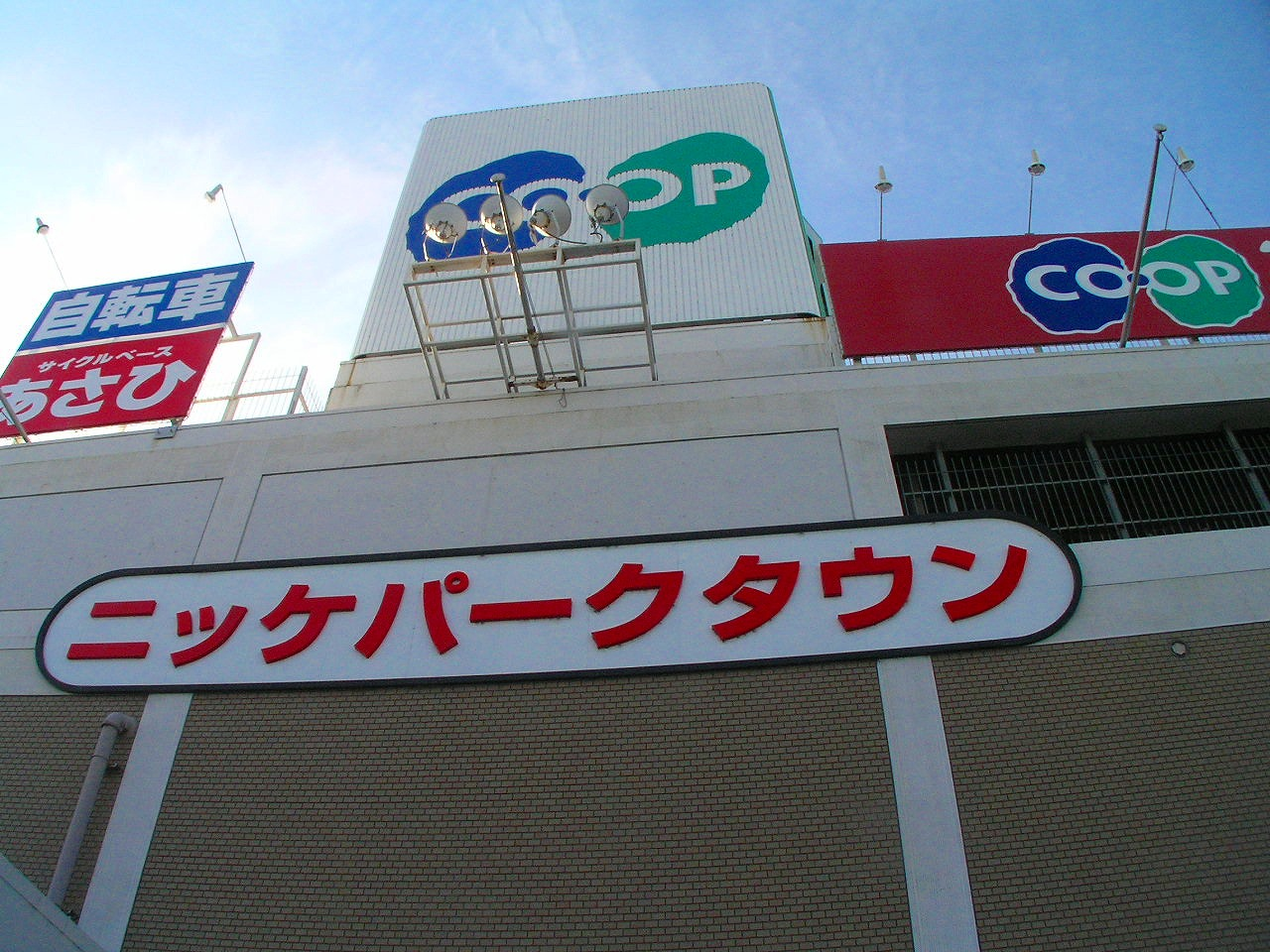
店名看板

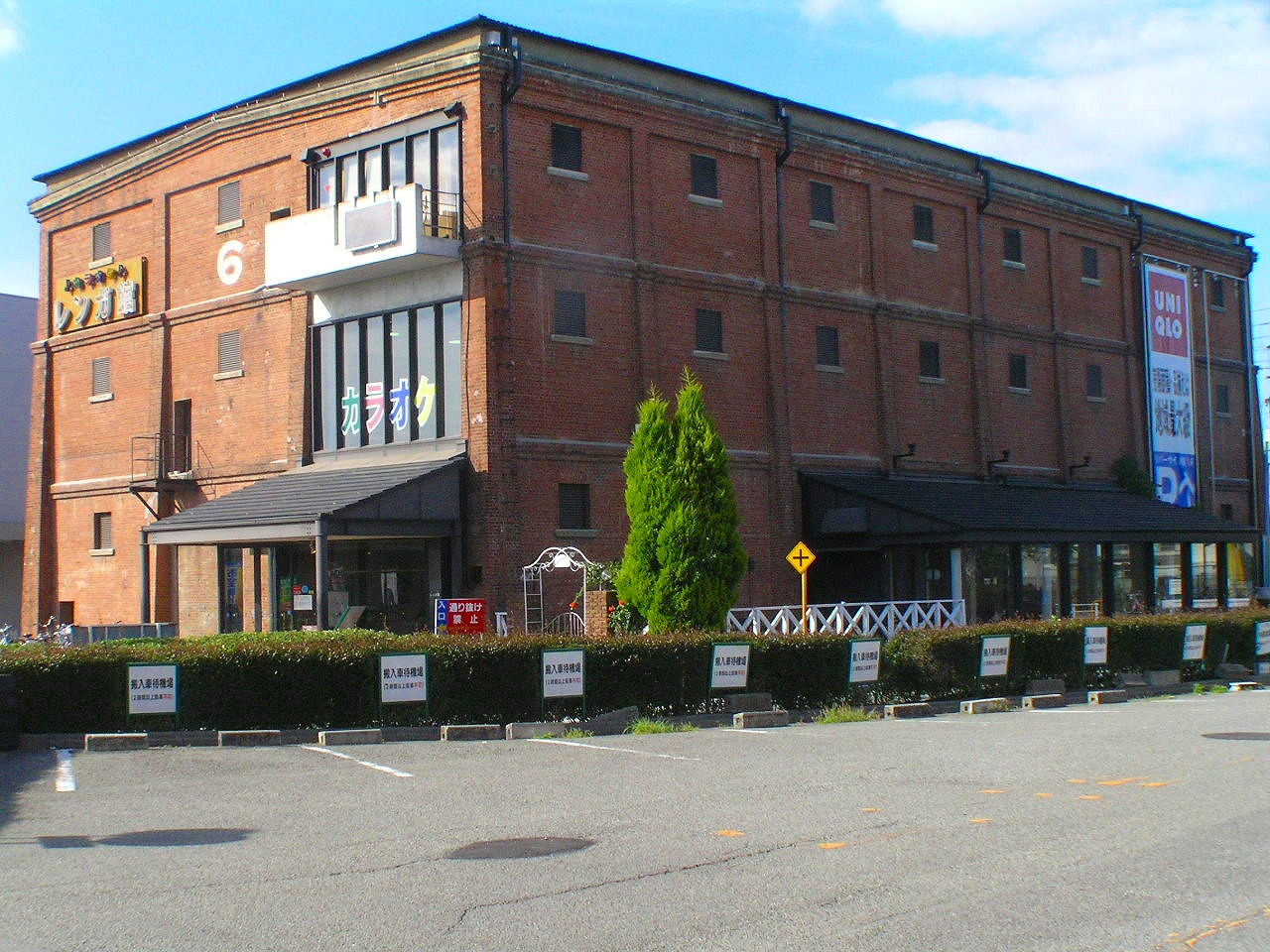
カラオケレンガ館（旧倉庫）

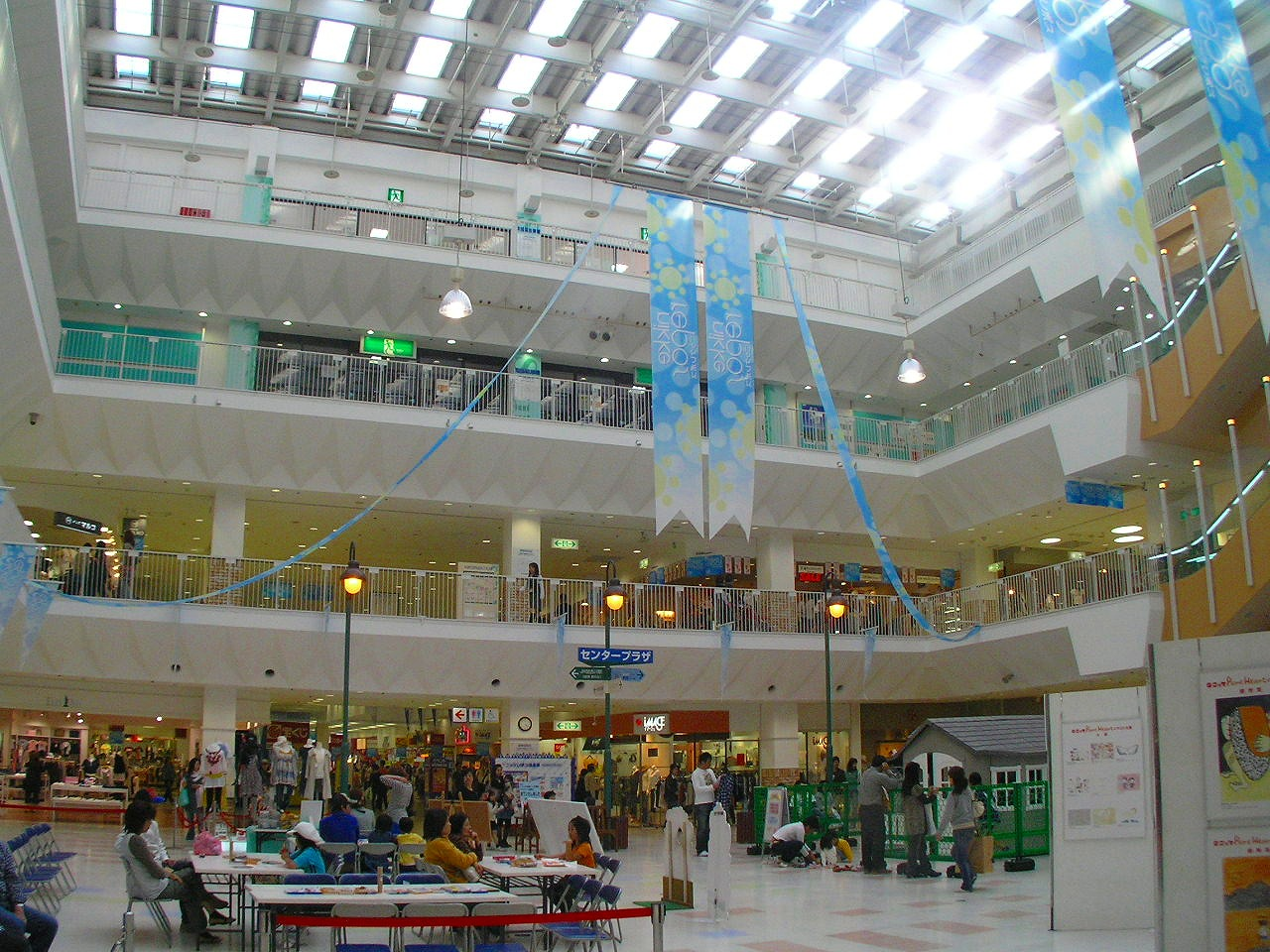
ニッケパークタウン店内

すべての店舗の一覧は、公式サイトのフロアガイドを参照のこと。

### 本館
- 万代（スーパーマーケット）
- ユニクロ
- マツモトキヨシ
- ダイソー
- 無印良品
- 3COINS+plus
- ABC-MART メガステージ
- エディオン
- トイザらス
- ベビーザらス

### ミーツテラスゾーン
- コナミスポーツクラブ
- ジャンボカラオケ広場加古川レンガ館
- 神戸ワールドビュッフェ
- TSUTAYA BOOKSTORE
- ピュアハートキッズランド
- ニッケパークボウル（ボウリング場）

### クリニックモール
- いどう歯科口腔外科クリニック
- 平野こころのクリニック
- たなかペインクリニック
- フタツカ薬局

### 調剤薬局棟
- フタツカ薬局　加古川中央市民病院前
- 阪神調剤薬局

### 東エントランスゾーン
- サイゼリヤ
- シャトレーゼ
- UQスポット
- 阪急ベーカリー

### その他
ショッピングセンターだけでなく、スポーツの体験施設も運営している。いずれも、他の各施設とは加古川とJR神戸線の線路をはさんだ北西に位置する。
- ニッケ加古川ゴルフセンター
- ニッケ乗馬クラブ クレイン加古川

## 交通アクセス
- 徒歩 - JR神戸線・加古川線 加古川駅から西へ約7分
- 自動車 - 加古川バイパス 加古川ランプから南へ約5分

## 参考資料
- 加古川の商工業の歴史

### 近隣SC
- アリオ加古川
- 加古川ヤマトヤシキ